# Spilomyia longicornis
Spilomyia longicornis là một loài ruồi trong họ Ruồi giả ong (Syrphidae). Loài này được Loew mô tả khoa học đầu tiên năm 1872. Spilomyia longicornis phân bố ở miền Tân bắc